# 永定門外駅
永定門外駅（えいていもんがいえき）とは中華人民共和国北京市東城区に位置する北京地下鉄8号線と14号線の駅である。

## 駅構造
- 島式ホーム1面2線を有する地下駅。

| 14号線ホーム | ←14号線 張郭荘・北京南駅方面 |
| 14号線ホーム | 島式ホーム                   |
| 14号線ホーム | 14号線 善各荘方面→           |

## 歴史
- 2015年12月26日 - 14号線開業。
- 2018年12月30日 - 8号線の駅が開業。

## 隣の駅
北京地下鉄
■8号線
天橋駅 - 永定門外駅 - 木樨園駅
■14号線
陶然橋駅 - 永定門外駅 - 景泰駅